# Patrick Cazemajou
Patrick Cazemajou, né en 1957, est un ancien joueur de basket-ball français. Il évoluait au poste 2 (1,96 m).

## Carrière
- 1974-1984  :  ASVEL Lyon-Villeurbanne (Nationale 1)
- 1984-1985  :  CA Saint-Étienne (Nationale 1)

Il fait partie de l'encadrement de l'ASVEL.

## Palmarès
- Champion de France en 1977 et 1981 avec l'ASVEL
- Finaliste Championnat de France en 1976 et 1978
- Finaliste de la Coupe Saporta en 1983 avec l'ASVEL